# Hildur Andersen

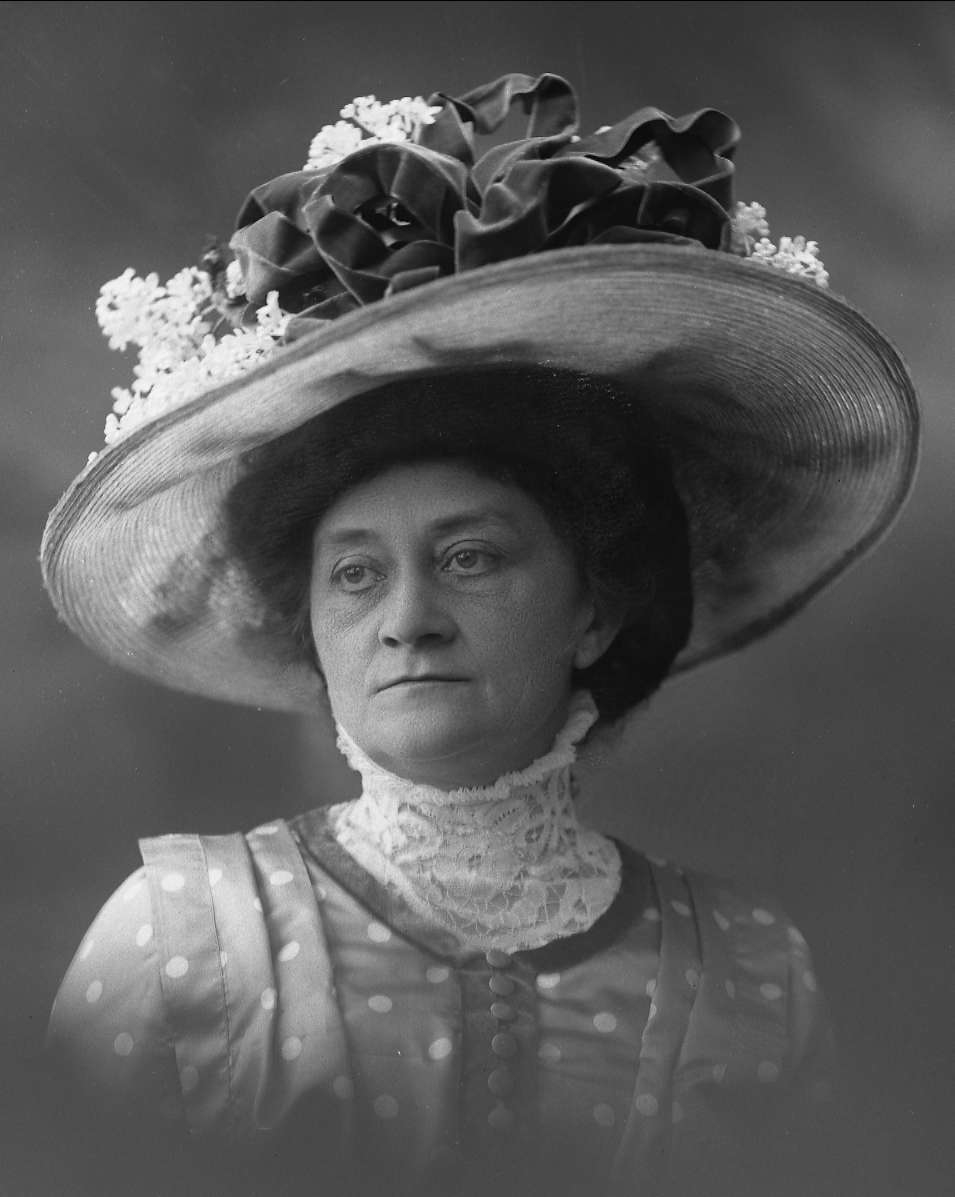
Hildur Andersen (1909)

Hildur Andersen (geb. 25. Mai 1864 in Kristiania; gest. 20. Dezember 1956 ebenda) war eine norwegische Pianistin und Musikpädagogin.

## Leben und Wirken
Andersen wurde in Christiania als Tochter von Oluf Martin Andersen und Annette Fredrikke Sontum geboren und war eine Schwester des Geographen Aksel Arstal.
Ihre Ausbildung erhielt sie zunächst von Maren Grieg (der älteren Schwester von Edvard Grieg) und Johanne Rytterager Thue. Ab 1882 studierte sie am Leipziger Konservatorium.
Sie debütierte am 23. Oktober 1886 am Osloer Philharmonie-Orchester. 1887 ging sie für drei Jahre nach Wien und nahm Unterricht bei Theodor Leschetizky. Als Kammermusikerin spielte sie in den folgenden Jahren oft mit dem Streichquartett von Gustav Lange. Nach ihrer aktiven Karriere wurde sie Mitglied des Programmkomitees der Osler Philharmonie. Bekannt wurde Hildur Andersen auch für ihre Lehrtätigkeiten. Sie war eng mit dem Dramatiker Henrik Ibsen befreundet und gilt als Vorbild für die Figur „Hilde Wangel“ in Ibsens Stück Baumeister Solness.
Andersen wurde im Jahr 1924 mit der Verdienstmedaille des Königs in Gold geehrt. Sie blieb unverheiratet. Beigesetzt wurde sie auf dem Vår Frelsers Gravlund.